# Orunia-Św. Wojciech-Lipce

Lage des Stadtbezirks Orunia-Św. Wojciech-Lipce in Danzig

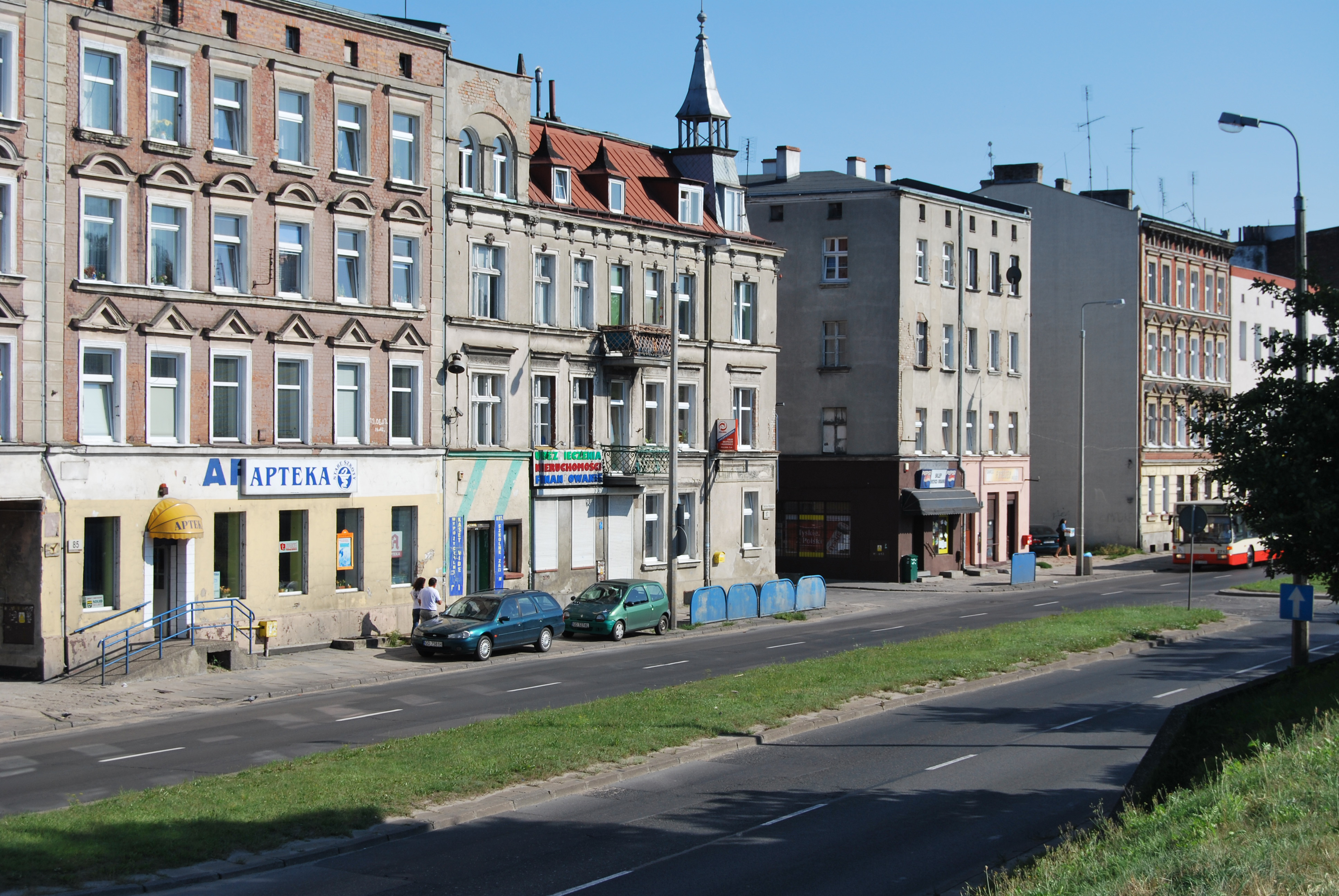
Orunia, Häuser am „Trakt“

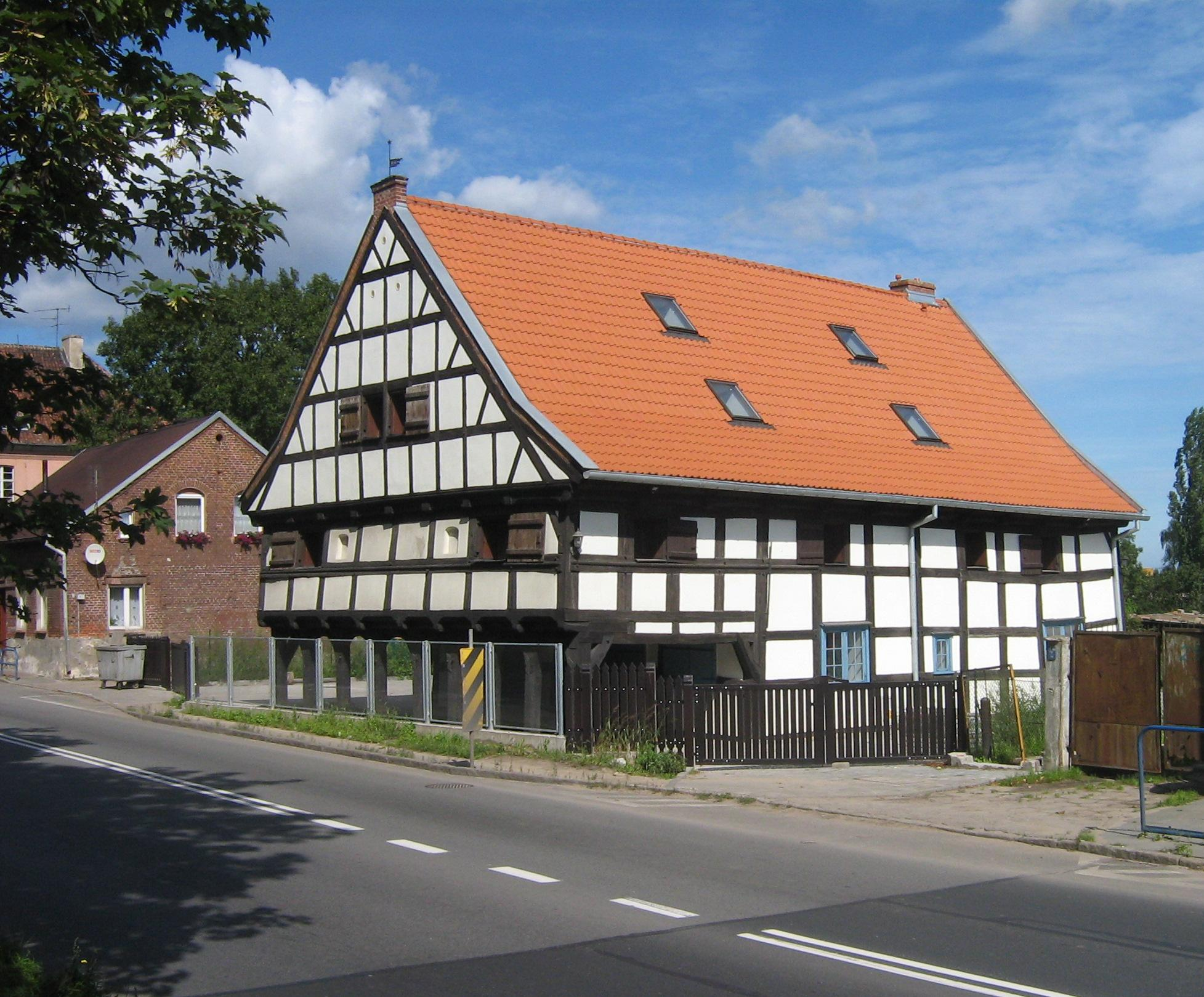
„Löwenhof“ in Lipce

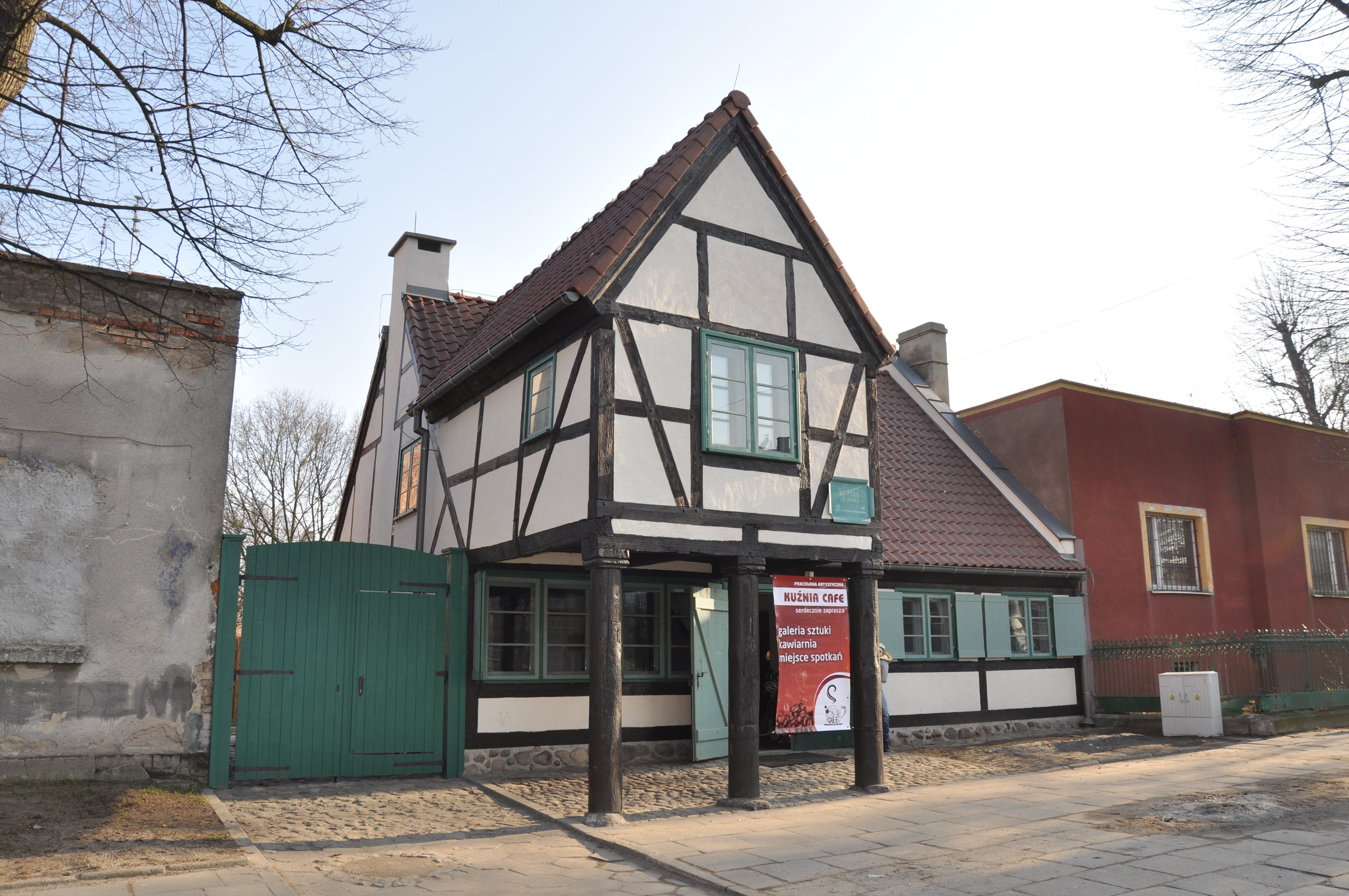
Orunia, Schmiede von 1801

Orunia-Św. Wojciech-Lipce (deutsch Ohra, St. Albrecht und Guteherberge, kaschubisch Òruniô-Sw. Wòjcech-Lëpicz) ist ein Stadtbezirk von Gdańsk (Danzig) in Polen, dieser umfasst eine Fläche von 19,6 km² und zählt 15867 Einwohner mit einer Bevölkerungsdichte von 808 Einwohnern/km². Teile des Gebiets kamen zwischen 1814 und 1954 administrativ zur Stadt Danzig, z. B. Ohra 1933.

## Geographie
Der Bezirk liegt im Süden der Stadt und grenzt an die Bezirke Chełm, Śródmieście, Olszynka und die Landgemeinde Pruszcz Gdański. Orunia Górna gehört zum Bezirk Chełm.
Zu den Gewässern gehören Motława (Mottlau), Czarna Łacha (Schwarze Lake), Radunia (Radaune), Kanał Raduni (Radaunekanal) und der Potok Oruński (Ohraer Bach).

### Gliederung
- Orunia (Ohra)
  - Orunia nad Radunią (Ohra an der Radaune)
  - Orunia nad Motławą (Ohra an der Mottlau)
  - Chmielniki (Hopfenbruch)
  - Dolnik (Niederfeld)
  - Mniszki (Nonnenhof)
  - Ptaszniki (Vogelgreif)
  - Orunia (Ohra)
- Oruńskie Przedmieście (Stadtgebiet)
- Stare Szkoty (Alt Schottland)
- Św. Wojciech (St. Albrecht)
  - Plebanka (St. Albrecht-Pfarrdorf)
  - Ostróżek (Scharfenort)
  - Rotmanka (Rottmannsdorf)
- Lipce (Guteherberge)
- Niegowo (Nobel).

## Gebäude
Denkmalgeschützte Vorlaubenhäuser sind der Lwi Dwór (Löwenhof) in Lipce und die alte Schmiede (Kuźnia) in Orunia aus dem frühen 17. und 19. Jahrhundert.